# Maní (Colombia)
Maní is een gemeente in het Colombiaanse departement Casanare. De gemeente telt 10.493 inwoners (2005). De economische activiteiten van de gemeente richten zich op de teelt van rijst en afrikaanse palm. Ook is er bescheiden aardoliewinning in Maní.
Aguazul · Chameza · Hato Corozal · La Salina · Maní · Monterrey · Nunchía · Orocué · Paz de Ariporo · Pore · Recetor · Sabanalarga · Sácama · San Luis de Palenque · Támara · Tauramena · Trinidad · Villanueva · Yopal